# Zdeněk Galuška
Zdeněk Galuška (ur. 11 lipca 1913 w Uherským Ostrohu, zm. 13 lutego 1999 w Nivnicy) – morawski pisarz, malarz, rysownik, gawędziarz ludowy.

## Twórczość
Autor soudniček (odmiany felietonu), które później zostały opublikowane w zbiorze opowiadań pod tytułem Slovácko sa súdí (pierwsze wydanie w 1947) oraz Slovácko sa nesúdí (pierwsze wydanie w 1972). Obie książki, z uwagi na dużą popularność stały się kanwą serialu zatytułowanego Slovácko sa nesúdí, w jakim główną rolę (wujka Pagáča) zagrał słowacki aktor Jozef Kroner, któremu towarzyszył Oldřich Velen. Obie książki są napisane dialektem używanym w czeskim regionie Słowacko (Slovácko) i cechuje je duża doza humoru ludowego.

## Tytuły opowiadań

### Slovácko sa súdí
- Host do domu – čagan do ruky
- Kačena za třicet tisíc
- Nascípaný chlap je enom na zlobení
- Aj kameň nekdy změkne
- Pane súcí, já su v tem nevinně
- Tragédyja Škrk do rži
- Co udělali cvrčci
- Takú přitrúblú Kaču dostaneš aj z gruntem!
- Recept Tomáša Futra
- Martine, že nezíš skokana?
- Hřebík v patě
- Střešně sa začaly zapalovat
- Zahřmělo nad Antonínkem
- Mikuláš před súdem!?
- Obušek „Orlího drápu”
- Púťové tajemství v itrnici
- To bych si liščíl eště jednú
- Ale co poledačem, osobko!
- Tati, pote dom – on by vás zabíl!
- Líná huba – hotové trápení, pilná – tři dni podminečně
- Juro, pučijú ti parohy
- Svrbí mňa nos
- Čím vaši maměnka tlučú mak – dyž trdlo sedí v hospodě?
- Matúšovo oko
- Dvá kohúti
- Špatná zabijačka
- Co kdysi s chuťú lúbali, to eště z věčí chuťú liskali
- To býl, ale oharek!
- Ukrojte ně teho za dvě koruny!
- Ferda Rašpla
- Hajný Srnec

### Slovácko sa nesúdí
- Poslední súd
- Divočák
- Chrústi
- Masť na zloděje
- Medvěď
- Súsedé
- Udržujte požár!
- Hlt za tři grajcary
- Šlahačka
- Divočák Jura Knutel
- Janek Vyskoč – kozí vrah
- Herodes – to býl král!
- O zelenéj krvi
- Zabijačka
- Starosta Froliš Mrňús
- Dochtorská knížka
- Tož – na zdraví
- Odplata
- Hospocký Vincek Kudla
- Stařeček válčijú
- Hurá na bacíle!
- Svajba
- Poslední vůla